# Het is aan ons
Het is aan ons: waarom we de kunstenaar in onszelf nodig hebben om de wereld te veranderen (2020) is een boek geschreven door componist en cultureel ondernemer Merlijn Twaalfhoven. Het boek werd op 1 november 2020 gepubliceerd bij uitgeverij Atlas Contact.

## Structuur en inhoud
Het boek is op te delen in twee sleutelbegrippen: de kunstenaarsmindset en onzekerheidsvaardigheid. Beide begrippen worden door het hele boek heen besproken, aan de hand van de eigen ervaringen van de schrijver, en door middel van vier focuspunten: waarnemen, voelen, denken en maken.

### De kunstenaarsmindset
De kunstenaarsmindset is ''een open houding die ons helpt de wereld onbevangen, speels, onderzoekend én scheppend tegemoet te treden'', zoals de Twaalfhoven in de inleiding vertelt. Deze open houding zou zorgen voor het scheppen van verbinding met jezelf, elkaar en de wereld - iets dat, zo betoogt het boek, nodig is om verandering aan te brengen in de wereld. Deze kunstenaarsmindset zou niet alleen voor kunstenaars zijn weggelegd: volgens Twaalfhoven heeft iedereen beschikking tot de kunstenaarsmindset. ''Een kunstenaarsmindset – de toolkit die kunstenaars inzetten voor hun werk - hebben we allemaal, alleen slaapt deze bij de meesten van ons,'' vertelt Twaalfhoven tegen Stichting Kunst & Cultuur.

### Onzekerheidsvaardigheid
Onzekerheidsvaardigheid een begrip dat beschreven wordt als de kunst om vragen te laten bestaan en om in spanning en onzekerheid te leven. Deze onzekerheidsvaardigheid wordt in het boek verbonden met het proces van de kunstenaar: een kunstenaar begint met een vraag of fascinatie waar die nog geen vorm voor heeft en moet dus wel kunnen omgaan met die onzekerheid.

## Voortzetting
Naar aanleiding van dit boek richtte Twaalfhoven samen met Marjolijn van Heemstra De Academie voor Onzekerheidsvaardigheid op, waar kunstenaars, creatieve ondernemers en toekomstkundigen les in onezekerheidsvaardigheid aanbieden en onderzoekt Marjolein Zwakman bij Stichting Nivoz (Nederlands Instituut voor Onderwijs en Opvoedingszaken) in vier essays hoe onzekerheidsvaardigheid betekenis kan krijgen in onderwijscontexten.
Op basis van dit boek werd door Anne Graswinckel en Jelle Post De VerdwaalAtlas uitgegeven, een atlas om met kinderen naar de toekomst te kijken.